# アルノルト・ホウブラーケン
アルノルト・ホウブラーケン（Arnold Houbraken, 1660年3月28日 - 1719年10月14日）は、オランダの画家、著述家。現在ではオランダ絵画黄金時代の画家たちの伝記『ネーデルラントの画家たちの大劇場（以下、大劇場と略す）』("De groote schouburgh der Nederlantsche konstschilders en schilderessen"：1718年から1721の間に刊行)を残したことで知られている。

## 生涯
ドルトレヒト出身。ヤコブ・レベック (Jacobus Leveck) や サミュエル・ファン・ホーホストラーテンの元で学んだ。1685年に Sara Sasboutと結婚し、1709年頃にはドルトレヒトからアムステルダムに移り、1719年にそこで亡くなった。
ホウブラーケンは神話画、宗教画、肖像画、風景画などを手掛けた。彼は画家たちのための手引書としてエンブレム・ブック Inhoud van 't Sieraad der Afbeeldingを残している。
10人の子供を持ち、息子のヤコブス・ホウブラーケン (Jacobus Houbraken) は版画家となり、父親の没後、母親を助け、『大劇場』の最終巻の刊行を行った。娘のアントニーナ・ホウブラーケン (Antonina Houbraken) も同じく版画家となり、現在では人物や動物が含まれる都市の景観図で知られている。

## ホウブラーケンの絵画作品

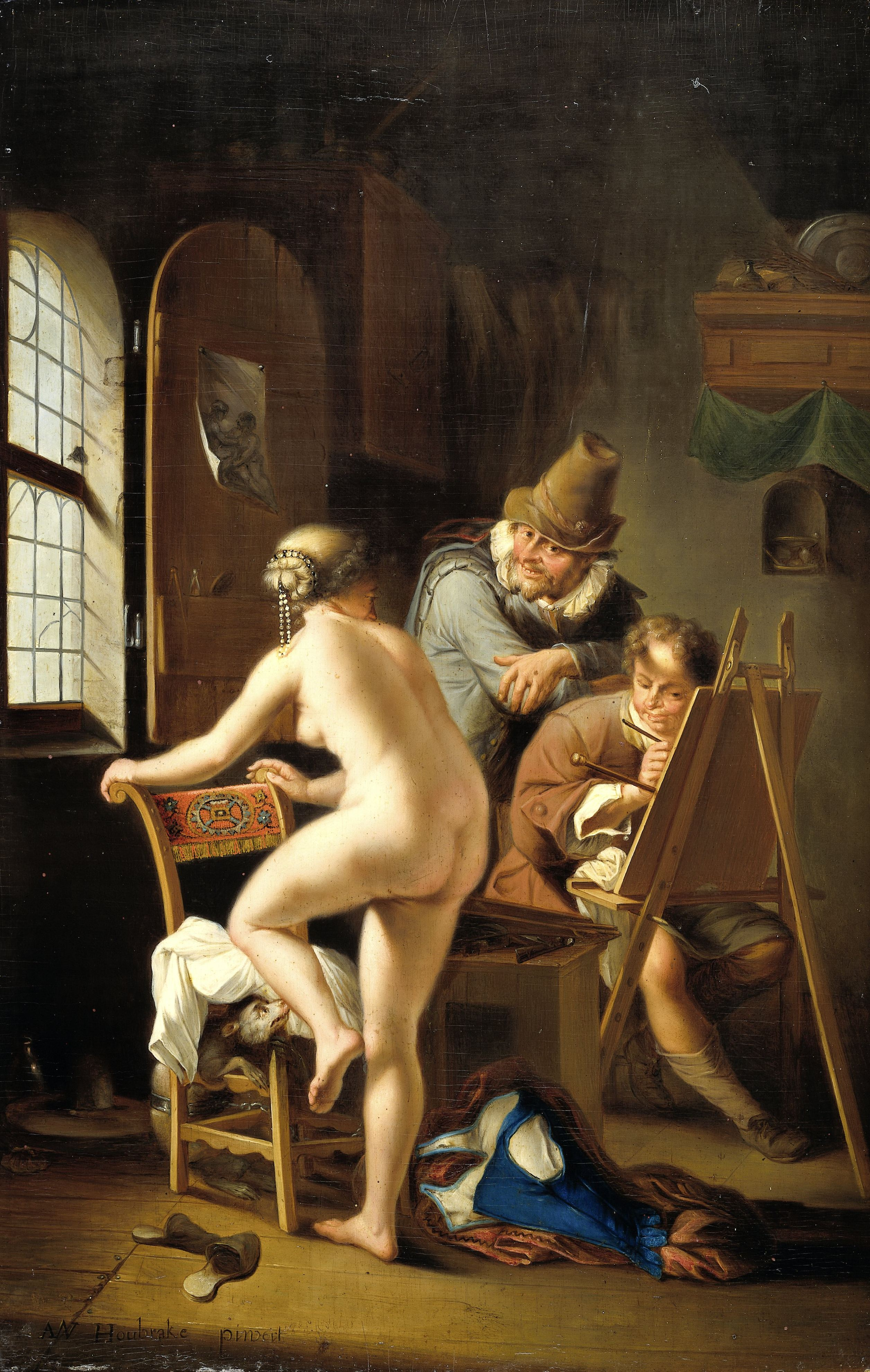
画家とモデル アムステルダム国立美術館 蔵
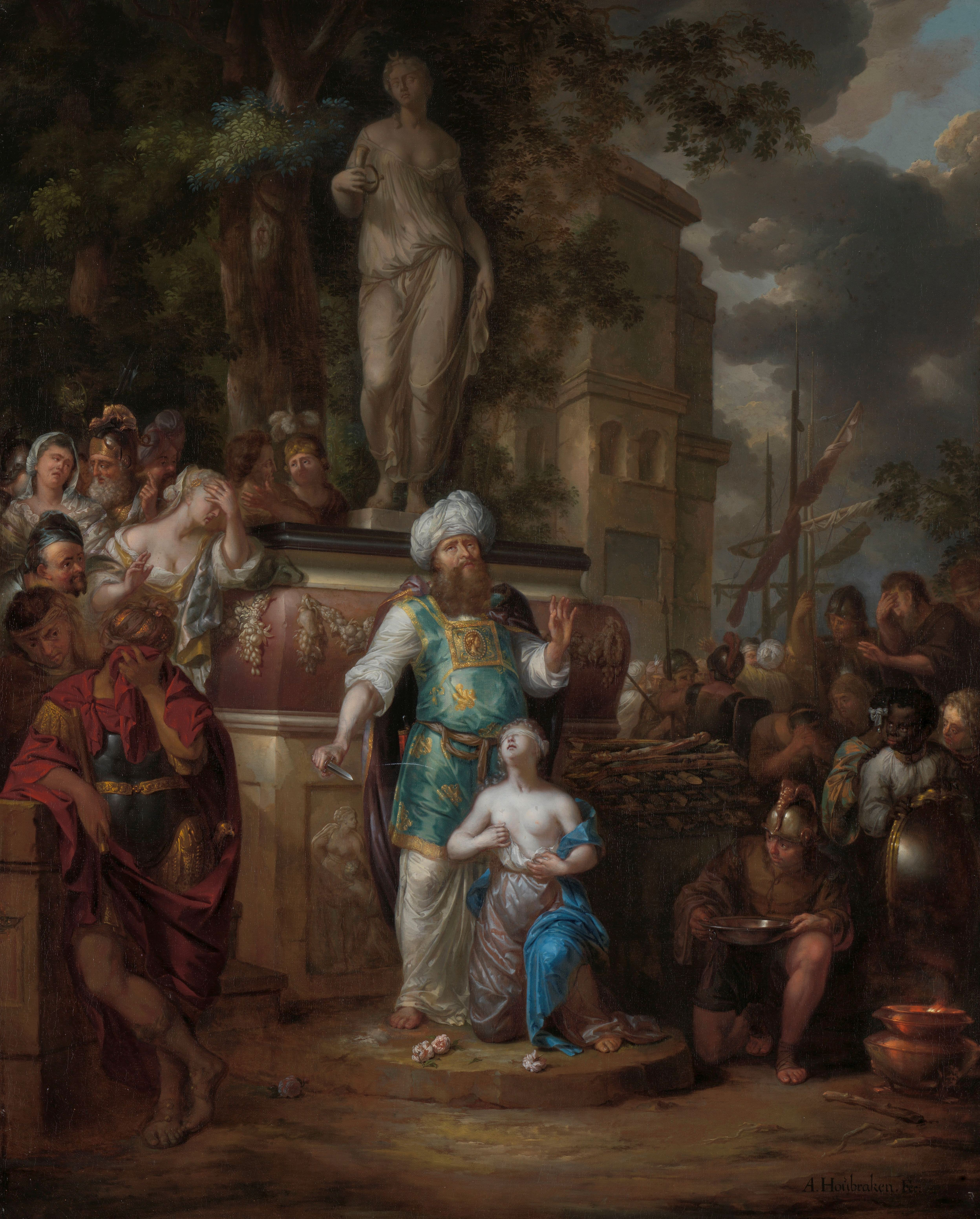
イーピゲネイアの生贄 アムステルダム国立美術館 蔵
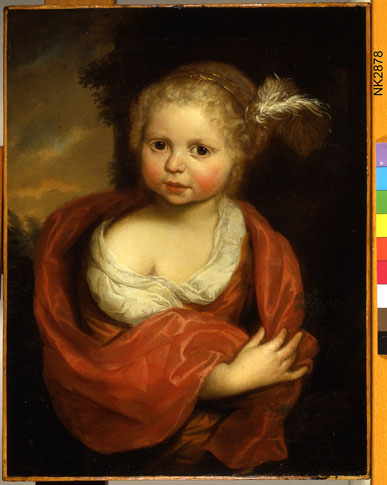
肖像画
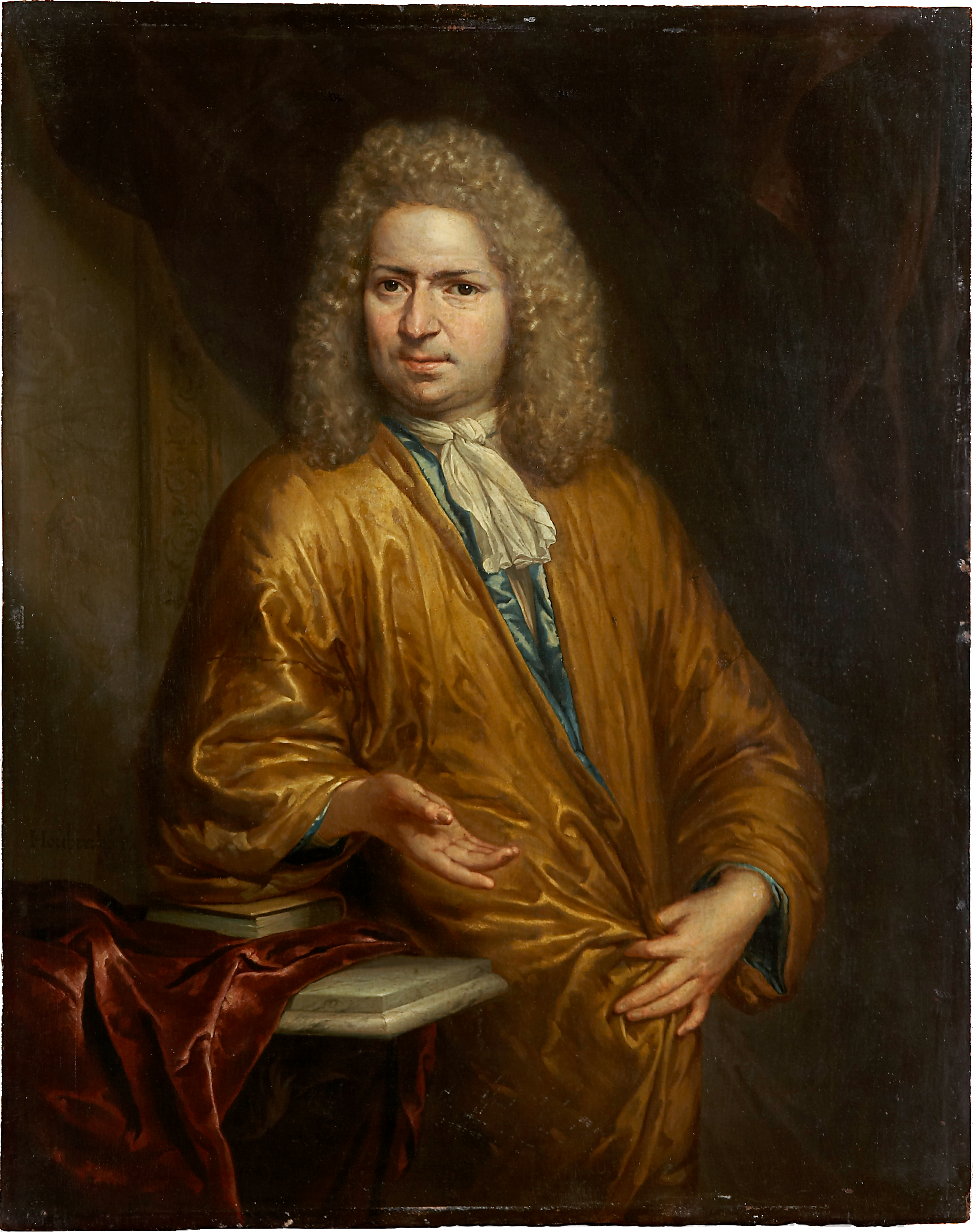
肖像画

## 大劇場
彼の『大劇場』には17世紀の画家たちの伝記が約500収められている。3巻から成るこの書はカレル・ヴァン・マンデルの『画家列伝』や サミュエル・ファン・ホーホストラーテンの『絵画芸術の高等画派入門』に倣って書かれた。また、他の人物が書いた伝記からの引用も含まれている。
他には、ホウブラーケンの画家としてのネットワーク、特にオランダの聖ルカ組合の組合員から得た情報が含まれている。また、画家のフィンセント・ファン・デル・フィンネの日記も用いられている。ホウブラーケンは1719年に亡くなったが、彼の妻が引き継いで彼の本を完成させた。ホウブラーケンの死後30年経って拡充された第二版が出版された。彼の本は美術史家にとって重要なもので、1976年に第二版のファクシミリがアムステルダムで出版された。この本は現在en:Digital library for Dutch literatureで読むことができる。重要な画家として500名程、その他に150名が列挙されている。この本は出版関係者を含めると1000名近くの人物に言及している。

### 第1巻
※リンク先はすべてオランダ語。
- デジデリウス・エラスムス
- ダフィット・ホリス
- コルネリス・アントニス
- en:Jan de Hoey
- ベルナールト・ファン・オルレイ
- ミヒール・コクシー
- ディルク・クラベス & ワウター・クラベス1世
- Dirk de Vrye
- ハンス・フォン・アーヘン
- ヨハンネス・スネルリンク
- イサーク・ファン・スワーネンブルフ
- アダム・ファン・ノールト
- オットー・ファン・フェーン
- ヤン・デ・ヴァール
- アドリアン・ファン・ニウラント (子)
- アブラハム・ブルーマールト
- トビアス・フェルハーフト
- ミヒール・ファン・ミーレフェルト
- パウルス・モレールス
- ヤン・ヴォーテルスゾーン・ファン・クアイク
- セバスチャン・ヴランクス
- アダム・エルスハイマー
- ルーカス・フランコイス1世
- ヘンドリック・ホウト
- ルーラント・サーフェリー
- アダム・ウイラールツ
- en:Aart Druivestein
- ヤコブ・ウィレムスゾーン・デルフ
- ピーテル・パウル・ルーベンス
- ピーテル・サウトマン
- サミュエル・ホフマン
- ヤン・ファン・デン・ヘッケ
- マールテン・ペパイン
- アブラハム・ヤンセンス
- オラツィオ・ジェンティレスキ
- ヘンドリック・ファン・バーレン
- フランス・スナイデルス
- ヤン・ブリューゲル (父)
- アドリアーン・ファン・スタルベムト
- ダニエル・ブロック
- フランス・ハルス
- en:Deodatus del Mont
- ピーテル・ラストマン
- ダフィット・テニールス (父)
- ヘンドリク・ファン・デル・ボルヒト
- ヴェンツェル・コーベルヘル
- ダーフィット・バイリー
- Pieter de Valk
- ウィレム・ファン・デル・フリート
- ウィレム・ファン・ニウラント2世
- en:Christiaan Jansz van Biezelingen
- カスパール・デ・クライエル
- コルネリス・ファン・プーレンブルフ
- en:Alexander Keerings
- ヨリス・ファン・スコーテン
- en:Nestus Thoman
- ピーテル・フェデス
- ヘンドリック・テル・ブルッヘン
- アドリアン・ファン・デ・フェンネ
- ヨハン・トレンティウス
- ダニエル・セーヘルス
- アドリアン・ファン・リンスコーテン
- en:Lucas de Waal
- ウィブランド・デ・ヘースト
- ヘラルト・ファン・ホントホルスト
- ピーテル・スネイエルス
- アドリアン・デ・ビエ
- クリストフ・シュワルツ
- コルネリス・デ・ワール
- ヤーコブ・ヨルダーンス
- en:Hendrik Berckman
- ルーカス・ファン・ウーデン
- ディルク・ファン・ホーホストラーテン
- en:Jacques Francart
- ピーテル・ファン・ミーレフェルト
- レオナールト・ブラーメル
- ヨアンネス・ファン・デル・ブルッヘン
- ヤン・ファン・ホーイェン
- en:Pieter Pietersz Deneyn
- ルーラント・ローホマン
- ピーテル・ヤンスゾーン・サーンレダム
- サロモン・デ・ブライ
- アドリアーン・ファン・ユトレヒト
- en:Hubertus Grimani
- アンソニー・ヴァン・ダイク
- ヨース・デ・モンペル
- ヤン・ファン・ラーフェステイン、コルネリス・デ・フォス、アダム・デ・コスター、ダニエル・マイテンス、アルトゥス・ウォルフォルト、テオドール・ファン・ローン
- ヨハン・リス
- ヤン・ダーフィッツゾーン・デ・ヘーム
- ヤン・ポルセリス
- ヤン・ピナス & ヤコブ・ピナス
- ピーテル・デ・モライン
- ウェルネル・ファン・デン・ファルケルト
- Remigius van Rheni
- ローデウェイク・デ・ファデル
- マールテン・ライカールト
- アンドリース・ファン・エールトフェルト
- ヤーコブ・フォッペンス・ファン・エス
- ウィレム・バッケレール & ヒリス・バッケレール
- ヤン・ウィルデンス
- ピーテル・ファン・デ・プラス
- Jacobus de Geest
- ピーテル・ニーフス2世
- ディルク・ファン・バビューレン
- クリストフェル・ファン・デル・ラーン & ヤーコプ・ラン・デル・ラーン
- ヘンドリック・デ・クラーク (en:Hendrik de Klerk)
- アントニ・サラルト
- ユストゥス・ファン・エフモント
- フィリップ・ド・シャンパーニュ
- ピーテル・クック・ファン・アールスト
- エフェルト・ファン・アールスト & ウィレム・ファン・アールスト
- ヤン・ヘーリッツゾーン・ファン・ブロンクホルスト
- ニコラウス・クニュプファー
- en:Johannis Cossiers
- シモン・デ・フォス
- ヤン・ファン・ベイレルト
- ピーテル・ファン・アッシュ
- クリスティアーン・ファン・コーエンベルフ
- ダニエル・ファン・ヘイル
- ヤーコプ・カイプ
- アルベルト・カイプ
- ピーテル・ダンケスル・デ・レイ
- ピーテル・フランコイス
- ルイジ・プリモ (ルイ・クーザンとも)
- レンブラント・ファン・レイン
- en:Paudiss
- フランス・ウォルフハーゲン
- ユルゲン・オーフェンス
- ピーテル・モニンクス
- ヤン・ファン・デ・フェルデ
- エサイアス・ファン・デ・フェルデ
- ヨアヒム・フォン・ザンドラルト
- エマヌエル・デ・ウィッテ
- en:Pieter van der Willigen
- アブラハム・ファン・ディーペンベーク
- en:Jan Thomas van Ieperen
- テオドール・ファン・テュルデン
- パウル・デ・フォス
- エラスムス・クエリヌス1世
- シャルル・エラール
- ヤン・リーフェンス
- フェルディナント・ボル
- パラメデス・パラメデスゾーン
- アンナ・マリア・ファン・シュルマン
- en:Margarita Godewyk
- アドリアーン・ブラウエル
- ヨース・ファン・クラースベーク
- ヤーコプ・アドリアンスゾーン・バッケル
- バートラム・デ・フォウチャー
- ヘルマン・サフトレーフェン
- コルネリス・サフトレーフェン
- ウィレム・ファン・ベンメル
- サロモン・コーニンク
- ヤン・バプティスト・ファン・ヘイル
- ロベルト・ファン・デン・フーケ
- ダフィット・テニールス (子)
- アドリアーン・ファン・オスターデ & イサーク・ファン・オスターデ
- コルネリス・ベガ
- レーンデルト・ファン・デル・コーヘン
- ウィレム・ファン・デ・フェルデ (父)
- ヨハンネス・マイテンス
- フィリップス・アウフスティン・イメンラート
- ピーテル・ヤンスゾーン)
- トーマス・ヴィルボールツ・ボスハールト
- オットー・マルセウス・ファン・スリーク
- ピーテル・ファン・ラール
- ニコラス・デ・ヘルト・シュトカーデ
- アブラハム・ウィラールツ
- ジャック・ダルトワ

### 第2巻
- ヘラルト・ドウ
- クラース・ヤコブスゾーン・ファン・デル・ヘック(ニコラース・ファン・デル・ヘック)
- マルテン・ヘームスケルク・ファン・デル・ヘック
- バルトロメウス・ファン・デル・ヘルスト
- ヤコブス・ワーベン
- ヤン・アルベルツゾーン・ロティウス
- ボナヴェントゥーラ・ペーテルス
- フランス・ウーテルス
- ダフィット・ライカールト3世
- ルーカス・フランソワ (子)
- フランス・メントン
- マティス・ファン・デン・ベルフ
- トーマス・ワイク
- ホーファールト・フリンク
- ピーテル・ピーテルスゾーン・ネベク
- ニコラース・ラトンベ
- ハンス・ヨルダーンス
- ヒリス・スカジェン
- ルドルフ・デ・ヨンフ
- ピーテル・デ・ホーホ
- ゴンザレス・コークス
- ピーター・レリー
- ユリアーン・ヤコブスゾーン
- ロベルト・ファン・デン・フーケ
- アントニー・ウォータールー
- ヤン・フィリップ・ファン・ティーレン
- カレル・ファン・サボイェン
- フィリップ・デ・コーニンク
- en:Zacharias Paulusz
- ウィレム・ヤコプスゾーン・デルフ
- en:Jan Babtist van Duinen
- en:Adrian Verdoel
- ヤン・デ・グロート)
- フィリップス・ウーウェルマン
- ヤン・バプティスト・ウェーニクス
- ダフィット・ベック)
- アレクサンダー・クーパー)
- en:Gelsdorf
- シモン・ピーテル・ティルマン
- ヘンドリック・マルテンスゾーン・ソルフ
- en:Jan Duive
- Dirk Meerkerk
- ヤーコプ・ブロック
- ヤン・ドンカー & ピーテル・ドンカー
- セイザル・ファン・エーフェルディンヘン
- ヤン・ファン・エーフェルディンヘン
- アラールト・ファン・エーフェルディンヘン
- アダム・ペイナッケル
- コルネリス・デ・マン
- ヘルブラント・ファン・デン・エークハウト
- ヨリス・ファン・ソン
- エマヌエル・ムラント
- en:Wallerant Vaillant
- ヤコブ・ファン・デル・ドゥース
- en:Theodor Helmbreker
- ニコラース・ベルヘム
- ヤン・ボト  & アンドリース・ボト
- ヨハンネス・ファン・デル・ベーク
- パウルス・ポッテル
- ヘルクレス・セーヘルス
- ヤン・ファン・ケッセル (父)
- ヤン・ペーテルス
- ピーテル・ボエル
- ヤン・ファン・デン・ヘッケ
- フィリップ・フリュティエ
- アントン・グボーとフランシスカス・デ・ネーフェ
- ヤン・フェイト
- en:Peeter Tysens
- en:Gerrit van Hoochstadt
- en:Gysbrecht Thys
- ヨハネス・リンゲルバッハ
- en:Jan Worst
- en:Willem van Drillenburg
- en:Jacob Lavecq
- サミュエル・ファン・ホーホストラーテン
- マティアス・ウィトゥース
- ヘンドリック・グラーウ
- ピーテル・ファン・ルストラーテン
- ヘンドリク・フェルスフリング
- ウィレム・フェルスフリング
- ヤコブ・ファン・デル・ウルフト
- ヤン・ブランクホフ
- en:Barent Graat
- Josef Oostfries
- クラース・ファン・デル・ミューレン
- en:Katharina Oostfries
- Jan Slob
- フィンセント・ファン・デル・フィンネ
- マリア・ファン・オーステルウェイク
- Geertje Pieters
- ウィレム・カルフ
- コルネリス・ビスコップ
- ヤコブス・ビスコップ
- アブラハム・ビスコップ
- ピーテル・ファン・ブレダ
- コーネリアス・ジョンソン
- ヘラルト・ファン・ゼイル
- en:Michiel Willemans
- en:Willem Doudyns
- アドリアン・ファン・デル・カベル)
- ルドルフ・バックハイゼン
- ベンジャミン・ブロック
- アンナ・カタリーナ・ブロック
- クリストフェル・ピールソン
- バルトロメウス・マイブルフ
- Katharina Rozee
- ウィレム・シェリンクス
- ニコラース・マース
- ヨハン・ハインリヒ・ロース
- フィリップ・ロース
- テオドール・ロース
- ユリアーン・ファン・ストリーク
- ヘンドリック・ファン・ストリーク
- カレル・エマヌエル・ビゼー
- オトマール・エルガー
- ヘーリット・ファン・アイレンブルフ
- en:Jan de Baan
- en:Jacobus de Baan
- ウィレム・ファン・デ・フェルデ (子)
- フレデリック・デ・ムーシェロン
- en:Pieter Gallis
- en:Gasper van den Bos
- アダム・フランス・ファン・デル・ミューレン
- en:Joan Guiliam Bouwer
- コルネリス・キック
- コルネリス・ブリス
- フランス・ポスト
- ヨハン・ファン・ネス
- ヤン・ファン・デン・ヘッケ
- ピーテル・フリツ

### 第3巻
- フランス・ファン・ミーリス (父)
- ヤン・ステーン
- ヤン・リンセン
- ハブリエル・メツー
- ヨハネス・スピルベルク
- Wilhelm Breekvelt
- ヤン・ハッカールト
- en:Pieter van Anraat
- ヤーコプ・カンポ・ワイアーマン
- ロンバウト・ファン・トロイェン
- カレル・デュジャルディン
- ウィレム・ドロステ, van Terlee & ウィレム・デ・ポールテル
- en:Jacob Gellig
- en:Spalthof & Broers
- en:Martinus Zaagmolen
- ヨハンネス・バンス
- ヤン・アセリン
- ヤーコプ・ファン・ロイスダール & サロモン・ファン・ロイスダール
- ルドウィク・スミッツ
- メルヒオール・ドンデクーテル
- en:Mathys Harings
- ヤン・ファン・ネック
- ヤン・デ・フィスヘル
- ハイマン・デュラート
- ヤン・ファン・デル・ヘイデン
- アブラハム・ミグノン
- Isak Ducart
- ヤン・ファン・ペー
- コルネリス・ファン・ハールレム
- アドリアーン・ファン・デ・フェルデ
- ディルク・ファン・ベルゲン
- カスパル・ネッチェル
- en:Abraham Genoels
- アンナ・マリア、フランコイス・カタリナ、マリア・テレサ・ファン・ティーレン
- ヘラルト・デ・ライレッセ
- バーレント・アップルマン
- ピーテル・コルネリス・ファン・スリンガラント
- アリ・デ・フォイス
- ヤコブ・トーレンフリート
- イサーク・ペイリング
- en:Johannes van Haansbergen
- エグロン・ファン・デル・ネール
- ゴドフリート・スカルッケン
- ホーフェルト・ファン・デル・レーウ
- アブラハム・ファン・カルラート
- ヤン・ファン・アーケン
- ピーテル・デ・モライン
- ディルク・フレレス
- アドリアーン・バッケル
- ホラティウス・パウリン
- ハイスベルト・フェルホーク
- ヨブ・ベルクヘイデ & ヘリット・ベルクヘイデ
- ヨハネス・フォルステルマンス
- ヤン・ソウケンス
- ヨリス・ファン・デル・ハーヘン
- フランシスコ・ミレー
- アールト・デ・ヘルデル
- ジャン＝バティスト・ド・シャンパーニュ
- en:Albert Meyering
- ミヒール・ファン・ムスヘル
- ヤン・デ・ビスコップ
- en:Ary Huibertsz Verveer
- フーベルト・ファン・ラーフェステイン
- ヨハンネス・グラウバー
- ヨハンネス・ゴットリーブ・クラウバー
- マリア・ジビーラ・メーリアン
- ヨハネス・フォールハウト
- en:Mathys Neveu
- ヤーコプ・デニース
- ダフィット・ファン・デル・プラース
- ダニエル・ザイター
- ゴドフリー・ネラー & ヨハン・ザカリアス・ネラー
- ヤン・ファン・ケッセル
- ヘラルト・フート
- ヨハンネス・ファン・ブロンクホルスト
- アブラハム・ディープラーム
- ヨセフ・ムルダー
- マテイス・ウルフラート
- en:Johan van Hugtenburgh
- en:Jacob Moelaert
- ヤン・ルイケン
- ロメイン・デ・ホーホ
- ヤン・ファン・ニッケレン
- en:Augustinus Terwesten
- ヤン・フェルコリエ
- Ugaart Delvenaar & ヤーコプ・・コーニンク
- ヨハンネス・ファン・デル・ベント
- en:Pieter Reuven
- en:Matheus Wytman
- アールト・ヤンスゾーン・マエイエンホフ
- ヤン・フェルメール・ファン・ユトレヒト
- en:Barent van Kalraat
- ヨハンネス・コエルテン
- ローフス・ファン・フェーン
- ディルク・ファン・デーレン
- アブラハム・デ・ハーシュ
- コルネリス・ファン・デル・ミューレン
- en:Johan Starrenberg
- ヤーコプ・デ・ウルフ
- ウィレム・ファン・インゲン
- ニコラース・デ・フリー
- アブラハム・ホンディウス
- フランコイス・ダンクス
- ヤン・ファン・オーレン
- アブラハム・ストルク
- ダフィット・コリンス
- バーレント・ゲール
- イサーク・クーン
- ピーテル・ファン・デル・フルスト
- ピーテル・ペウテマン
- ヤン・クラースゾーン・リートスホーフ
- ヘンドリク・リートスホーフ
- コルネリス・ホルステイン
- シモン・ファン・デル・ドゥース
- テオドール・ルビエニエツキ & クシシュトフ・ルビエニエツキ
- en:Jan Hoogzaat
- カレル・ファブリティウス
- ヤン・ファン・ブニク
- カレル・デ・ムーア
- ヤン・フランス・ファン・ドゥーフェン
- en:Simon Germyn
- ウィルヘルムス・ブールス
- ヨハン・クロスターマン
- ヤン・グリフィエール
- コルネリス・ハイスマン
- ウィレム・ウィシング
- ウィレム・デ・ハーシュ
- ヤーコプ・デ・ハーシュ
- フィリップ・タイドマン
- エルンスト・シュトゥーフェン
- エリアス・ファン・デン・ブルーク
- ラウレンス・ファン・デル・フィンネ
- en:Paulus van Hillegaart & en:Pieter de Ruelles
- ヤーコプ・ファン・カンペン
- ヘンドリック・カレ
- en:Bernart Schendel
- en:Antony Vreem
- ディルク・ダレンス
- en:Michiel Maddersteg
- ユスタス・ファン・ハイスム
- アドリアーン・ファン・デル・ウェルフ